# Personennamen auf -slaw
Personennamen auf -slaw oder -slav sind vor allem in Osteuropa und dem Balkan verbreitet. Die weiblichen Formen der Vornamen enden auf -slava/-slawa.
Die Litauische Form von -slaw ist -slavas, z. B. Bronislavas.

## Hintergrund
Für die Zeit seit dem 7. Jahrhundert erschienen zuerst in griechischen Chroniken Personennamen auf -slaw (Radoslaw zu 688). Diese wurden ausschließlich für slawische Namensträger erwähnt.
Sie sind eine der ältesten überlieferten slawischen Namenstypen überhaupt und bis heute sehr verbreitet.

## Bedeutung
Die ursprüngliche Bedeutung von -slaw ist unklar. Heute wird sie meist von slawa, Ehre, Ruhm interpretiert. In den griechischen Chroniken lautete die Form -sthlabos /-sthlavos.
Möglich ist auch eine Bedeutung Slawe, also Rado(mir) der Slawe > Radoslaw.

## Personennamen
Es wurden erwähnt oder sind gebräuchlich:
| serbokroatisch | tschechisch | bulgarisch | russisch      | polnisch  | elbslawisch |
| -------------- | ----------- | ---------- | ------------- | --------- | ----------- |
|                | Boleslav    |            | Boleslaw      | Bolesław  |             |
| Borislav       |             | Borislaw   |               |           |             |
| Braslav        |             |            |               |           |             |
| Bratislav      | Vratislav   |            |               |           |             |
|                | Břetislav   |            | Brjatschislaw |           |             |
|                | Bronislav   |            | Bronislaw     | Bronisław |             |
| Gojslav        |             |            |               |           |             |
|                |             |            | Isjaslaw      |           |             |
|                | Jaroslav    |            | Jaroslaw      | Jarosław  |             |
| Mislav         |             |            |               |           |             |
| Miroslav       | Miroslav    | Miroslaw   |               | Mirosław  |             |
|                |             |            | Mstislaw      |           | Mistislaw   |
|                |             |            |               |           | Pribislaw   |
| Radoslav       |             |            |               | Radosław  |             |
|                | Rastislav   | Rostislaw  | Rostislaw     |           |             |
|                | Stanislav   |            | Stanislaw     | Stanisław |             |
|                | Soběslav    |            |               |           |             |
|                |             |            | Sudislaw      |           |             |
|                |             |            | Swjatoslaw    |           |             |
| Tomislav       |             |            |               |           |             |
|                | Vladislav   |            | Wladislaw     | Władysław |             |
|                |             | Wseslaw    |               |           |             |
| Višeslav       |             |            | Wyscheslaw    |           |             |
| Zdeslav        |             |            |               |           |             |